# ロスコモン統監
ロスコモン統監（ロスコモンとうかん、英語: Lord Lieutenant of Roscommon）は、イギリスの官職。統監の1つで、ロスコモン県を担当する。1831年首席治安判事（アイルランド）法（Custos Rotulorum (Ireland) Act 1831）により、Governor職を置き換える形で設立され、ロスコモン首席治安判事も兼任する。1922年に建国したアイルランド自由国では統監が任命されなくなったが、法律自体は残り、1983年制定法整理法で正式に廃止された。

## 一覧
- 1831年10月7日 – 1854年11月20日：初代ロートン子爵ロバート・キング[3]
- 1854年12月18日 – 1856年9月29日：初代ド・フレイン男爵アーサー・フレンチ（英語版）[3]
- 1856年12月4日 – 1878年6月19日：エドワード・キング＝テニソン（英語版）[3]
- 1878年10月5日 – 1888年6月10日：エドワード・キング＝ハーマン（英語版）[3]
- 1888年7月25日 – 1896年1月13日：第8代キングストン伯爵ヘンリー・キング＝テニソン[3]
- 1896年3月5日 – 1906年6月30日：チャールズ・オーウェン・オコンナー（英語版）[3]
- 1906年9月5日 – 1917年2月23日：デニス・チャールズ・ジョセフ・オコンナー（英語版）[3]
- 1917年8月25日 – 1922年：ウィリアム・ジョン・タルボット[3]